# Kusmino (Kaliningrad, Osjorsk)
Kusmino (russisch Кузьмино, deutsch Kurschen) ist ein Ort in der russischen Oblast Kaliningrad und gehört zur kommunalen Selbstverwaltungseinheit Munizipalkreis Osjorsk im Rajon Osjorsk.

## Geographische Lage
Kusmino liegt westlich von Krasnojarskoje (Sodehnen) an einer unwegsamen Straße, die vor 1945 in der kleinen Ortschaft Grünblum endete. Die nächste Bahnstation war bis 1945 Sodehnen an der Bahnstrecke Lyck–Insterburg, die dort nicht mehr existiert.

## Geschichte
Das Dörfchen Kurschen wurde 1625 Kuschkehmen genannt. Hier lebten 1818 68 Menschen, deren Zahl bis 1863 auf 147 kletterte und 1925 115, 1933 105 und 1939 noch 131 betrug.
Kurschen bildete am 6. Mai 1874 zusammen mit neun weiteren Dörfern den Amtsbezirk Schillehlen (1938–1946 Sillenfelde) und gehörten zum Landkreis Darkehmen (1939–1945 Landkreis Angerapp) in der preußischen Provinz Ostpreußen. Der Ort war bis 1945 dem Standesamt Ballethen (heute russisch: Sadowoje) zugeordnet. Kurschen war auch Schulort.
Nach 1945 kam Kurschen unter sowjetische Administration. 1947 erhielt der Ort die russische Bezeichnung Kusmino und wurde gleichzeitig dem Dorfsowjet Sadowski selski Sowet im Rajon Osjorsk zugeordnet. Von 2008 bis 2014 gehörte Kusmino zur Landgemeinde Krasnojarskoje selskoje posselenije, von 2015 bis 2020 zum Stadtkreis Osjorsk und seither zum Munizipalkreis Osjorsk.

## Kirche
Kurschen war – bei überwiegend evangelischer Einwohnerschaft – vor 1945 in das Kirchspiel Ballethen (heute russisch: Sadowoje) eingepfarrt. Es gehörte zum Kirchenkreis Darkehmen (1938–1946 Angerapp, seit 1946: Osjorsk) in der Kirchenprovinz Ostpreußen der Kirche der Altpreußischen Union. Der Nachbarort Sodehnen (Krasnojarskoje) war zuletzt Amtssitz des zuständigen 2. Pfarrers des Kirchspiels und war zuletzt von Pfarrer Ewald Leonhardt besetzt.
Nach dem Verbot kirchlicher Arbeit während der Zeit der Sowjetunion kam es in den 1990er Jahren in der Oblast Kaliningrad zu Neugründung evangelischer Gemeinden, von denen die der Stadt Tschernjachowsk (Insterburg) Kusmino am nächsten liegt. Sie ist in die Propstei Kaliningrad in der Evangelisch-Lutherischen Kirche Europäisches Russland (ELKER) eingegliedert.